# حيدرلو (أرومية)
حيدرلو هي قرية في مقاطعة أرومية، إيران. عدد سكان هذه القرية هو 238 في سنة 2006.